# 고하타역
고하타역(일본어: 木幡駅, こはたえき)은 일본 교토부 우지시에 있는 서일본 여객철도의 철도역이다.

## 역 구조
단식·섬식 승강장이 병설되어 있는 2면 2선 형태의 지상역이다. 우지 역 관할권에 속해 있으며, 역 업무는 JR 서일본 교통 서비스가 대신 하고 있다. 이코카의 사용이 가능하다.
| 승강장 | 노선      | 방면 | 행선               |
| ------ | --------- | ---- | ------------------ |
| 1・2   | ■ 나라 선 | 상행 | 교토·로쿠지조 방면 |
| 1・2   | ■ 나라 선 | 하행 | 우지·나라 방면     |

## 역세권 정보
- 교토 애니메이션 본사·본스튜디오
- 고하타 신사(일본어: 許波多神社 고하타 진자[*])
- 고바타 역 - 게이한 우지 선의 역.

## 역사
- 1896년 1월 25일 - 나라 철도 모모야마 역 ~ 다마미즈 역 연장에 따라 개업하였다.
- 1905년 2월 7일 - 회사 합병에 따라 간사이 철도 소속이 되었다.
- 1907년 10월 1일 - 국유화에 따라 일본국유철도의 소속이 되었다.
- 1909년 10월 12일 - 선로 명칭 제정에 따라 나라 선의 일부가 되었다.
- 1987년 4월 1일 - 민영화에 따라 서일본 여객철도의 소속이 되었다.
- 2003년 11월 1일 - 이코카의 사용이 개시되었다.

## 인접역
| 서일본 여객철도    | 서일본 여객철도 | 서일본 여객철도  |
| ------------------ | --------------- | ---------------- |
| 로쿠지조 교토 방면 | ■ 나라 선       | 고하타 나라 방면 |